# Histoire des îles Caïmans
 (août 2016).
Si vous disposez d'ouvrages ou d'articles de référence ou si vous connaissez des sites web de qualité traitant du thème abordé ici, merci de compléter l'article en donnant les références utiles à sa vérifiabilité et en les liant à la section « Notes et références ».

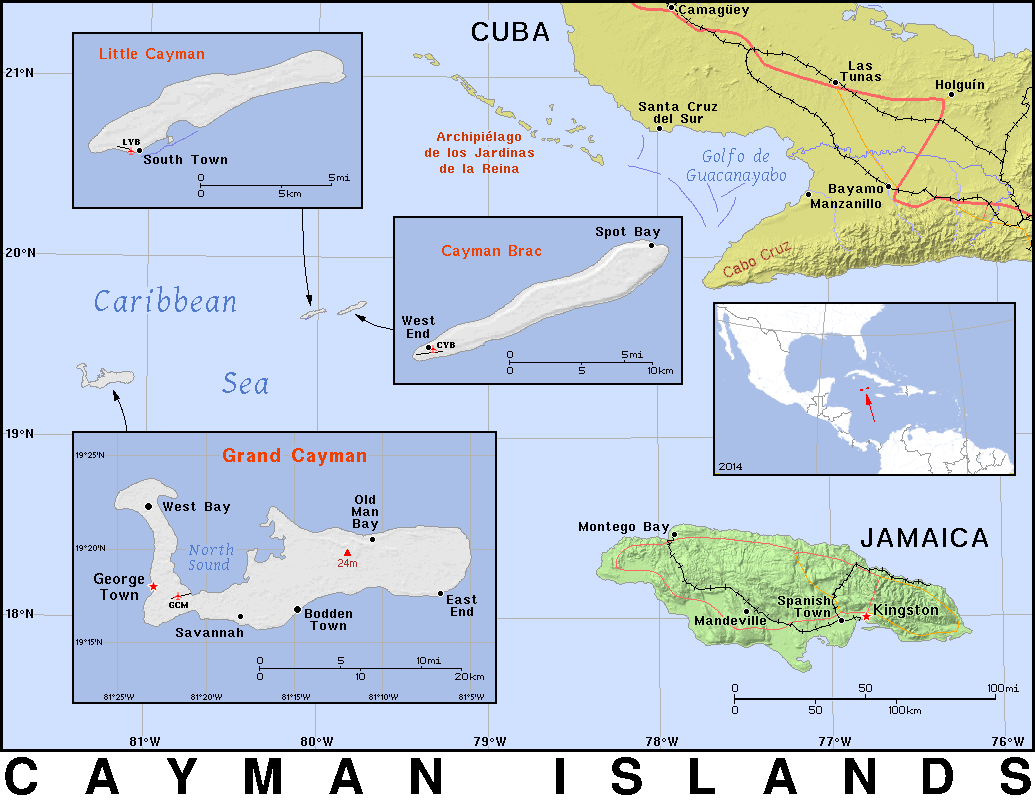
Îles Caïmans et ses grands voisins

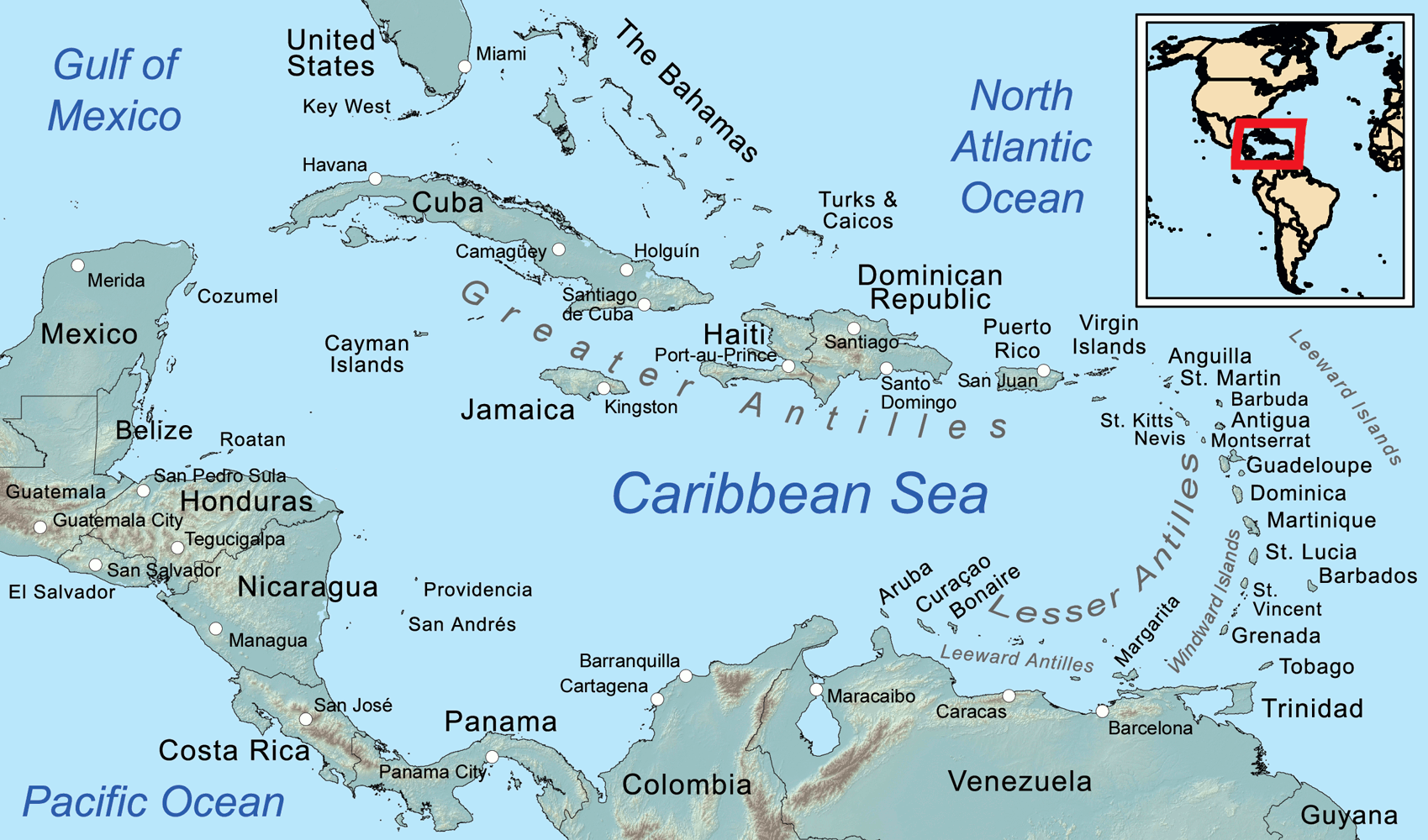
Espace caraïbe

L’histoire des îles Caïmans, un territoire britannique d'outre-mer caraïbe, commence avec l'arrivée des Européens. Aucune trace d'occupation humaine permanente n'a en effet encore été trouvée d'avant le XVIe siècle. 
Christophe Colomb aperçoit les îles Caïmans le 10 mai 1503 et leur donne le nom de « Las Tortugas », car de nombreuses tortues marines sont vues nageant dans les eaux environnantes. 
Colomb découvre deux petites îles (Cayman Brac et Little Cayman), qu'il nomme « Las Tortugas ».
La « carte de Turin » de 1523 des îles est la première à les nommer Los Lagartos, signifiant « alligators » ou « grands lézards ». En 1530, elles sont connues sous le nom de « Caymanes » d'après le mot carib « caimán » désignant ces crocodiles marins, soit le crocodile américain (Crocodylus acutus), soit le crocodile cubain (C. rhombifer), qui vivaient ici. Des récentes découvertes suggèrent que C. rhombifer, une espèce d'eau douce, dominait la région avant le XXe siècle.
Ce territoire britannique d'outre-mer de 260 km2 est peuplé en 2024 d'à peu près 61 944 habitants (Caymanians), parlant anglais standard et/ou anglais caïmanais et/ou un créole antillais. Parmi les recensements antérieurs : 39 410 en 1999, 10 068 en 1970, 4 322 en 1891, 933 en 1802.

## Histoire
Le folklore prétend que les premiers habitants  des îles furent  un Gallois nommé Walters (ou Watler) et son compagnon Bawden (ou Bodden) arrivés en 1658 après avoir servi dans l'armée d'Oliver Cromwell en Jamaïque.
Par la suite, des pirates, des réfugiés de l'inquisition espagnole, des marins naufragés, et des esclaves s’y installent. La majorité des Caïmanais sont d'origine africaine et des descendants de colons anglais métissés.
L’Angleterre prend le contrôle des îles Caïmans en même temps que la Jamaïque par le traité de Madrid en 1670.
Ces premiers établissements ont été abandonnés après les attaques de corsaires espagnols, mais les corsaires anglais ont continué à utiliser les îles Caïmans comme base au XVIIIe siècle. Après plusieurs tentatives infructueuses, la colonisation des îles a commencé dans les années 1730. En novembre 1794, dix navires, qui faisaient partie d'un convoi escorté par le HMS Convert, ont fait naufrage sur le récif de Gun Bay à l'extrémité est de Grand Cayman. Selon la légende,  les colons locaux sauvèrent tous les passagers, y compris un membre de la famille royale britannique et qu’en reconnaissance pour leur bravoure, le roi George III décida d’interdire l’enrôlement des Caïmanais pour le service de guerre et toute imposition fiscale. Cependant aucun document n’en apporte la preuve réelle.
De 1670, les îles Caïmans étaient rattachées à la Jamaïque, mais disposaient d’une autonomie considérable. Le 5 décembre 1831, une assemblée législative locale est créée lors d'une réunion tenue au Pedro St. James Castle. Les élections ont eu lieu le 10 décembre et l’Assemblée adopte sa première législation locale ratifiée par le gouverneur britannique de la Jamaïque.
Le lien de dépendance avec la Jamaïque subsiste jusqu’en 1962, année où cette dernière accède à l’indépendance. La Fédération des Indes occidentales est alors dissoute et les Îles Caïmans optent pour une dépendance directe de la Couronne britannique. Les Îles font aujourd'hui partie des Territoires britanniques d'outre-mer.

### Galerie récente incomplète de dirigeants
Premier/ère ministre

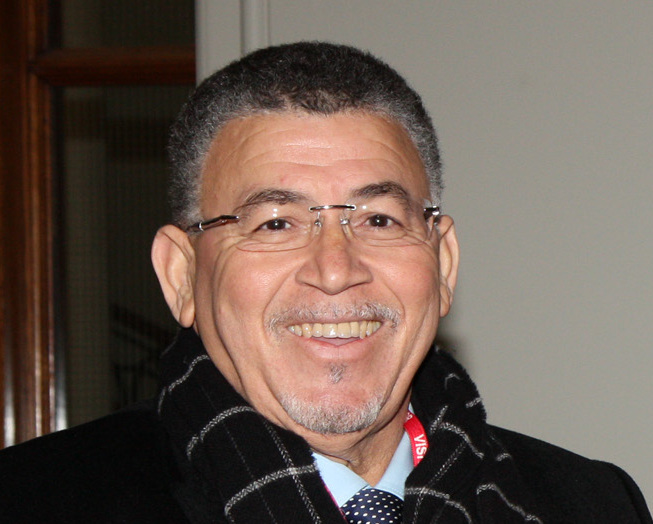
McKeeva Bush 2001-2005, 2009-2012
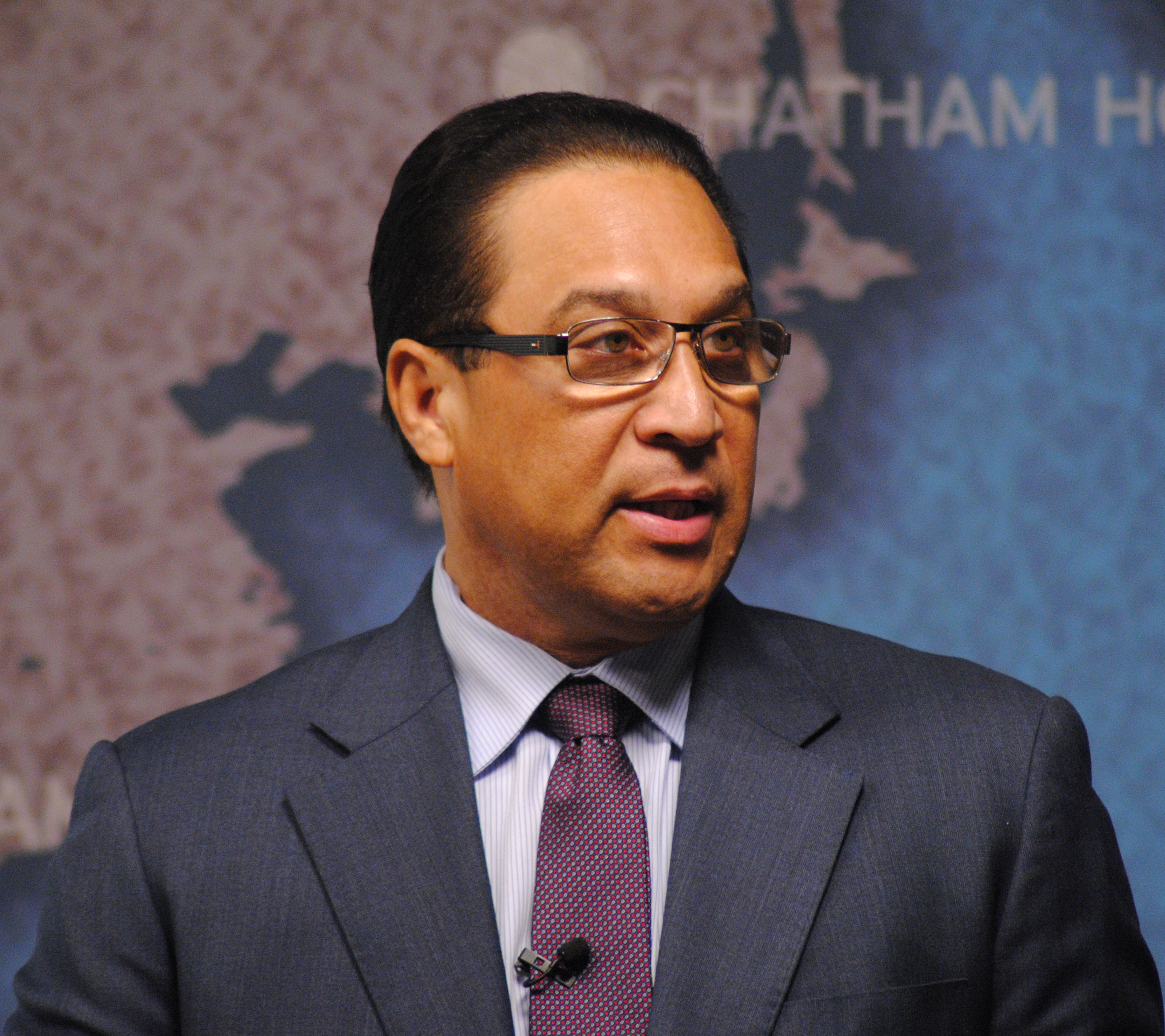
Alden McLaughlin 2013-2021
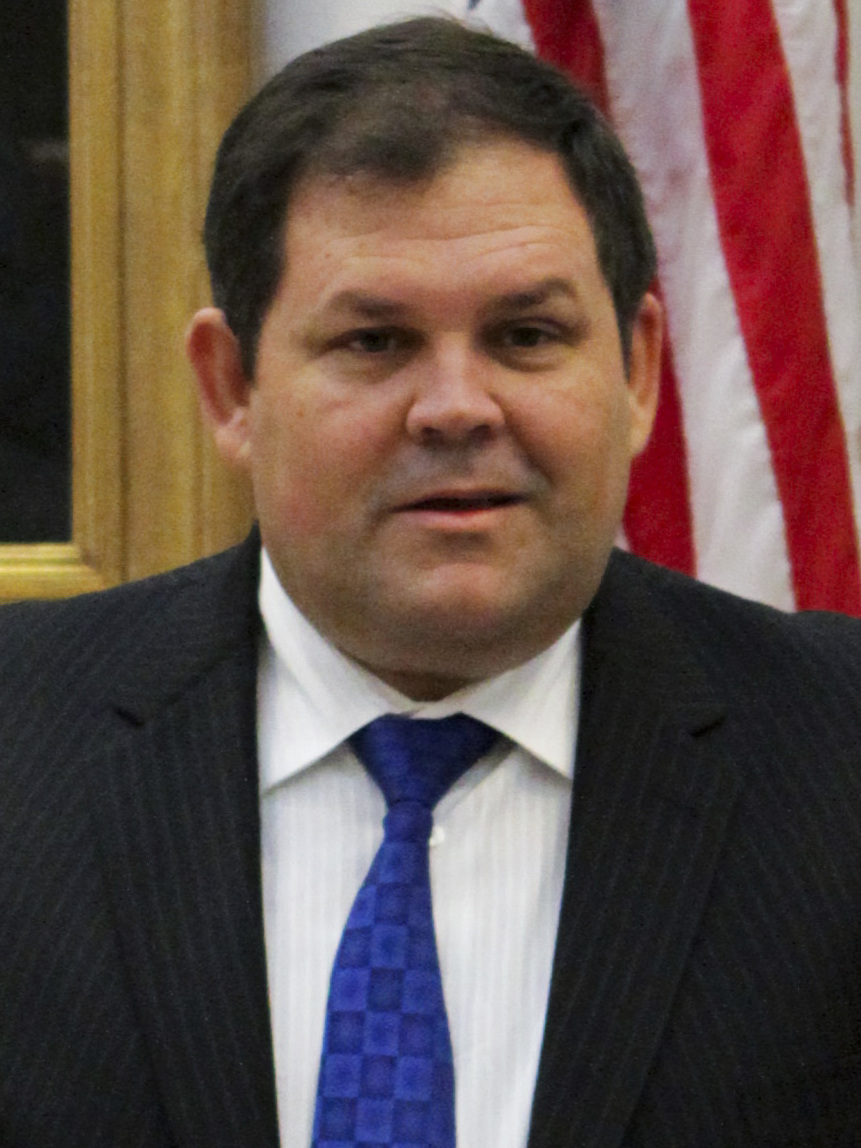
Wayne Panton 2021-2023

### Sources
- (en) Cet article est partiellement ou en totalité issu de l’article de Wikipédia en anglais intitulé « History of the Cayman Islands » (voir la liste des auteurs).

#### Îles Caïmans
- Langues aux îles Caïmans
- Liste de musées aux îles Caïmans (en), Musée national des Îles Caïmans
- Fiducie nationale pour les îles Caïmans (en)
- Démographie des îles Caïmans
- Économie des îles Caïmans (banque offshore, paradis fiscal, tourisme)
- Politique aux îles Caïmans, Parlement des îles Caïmans, Premier ministre des Îles Caïmans
- Histoire militaire des Îles Caïmans (en)
- Index des articles tritant de Îles Caïmans (en)